# Bramantino

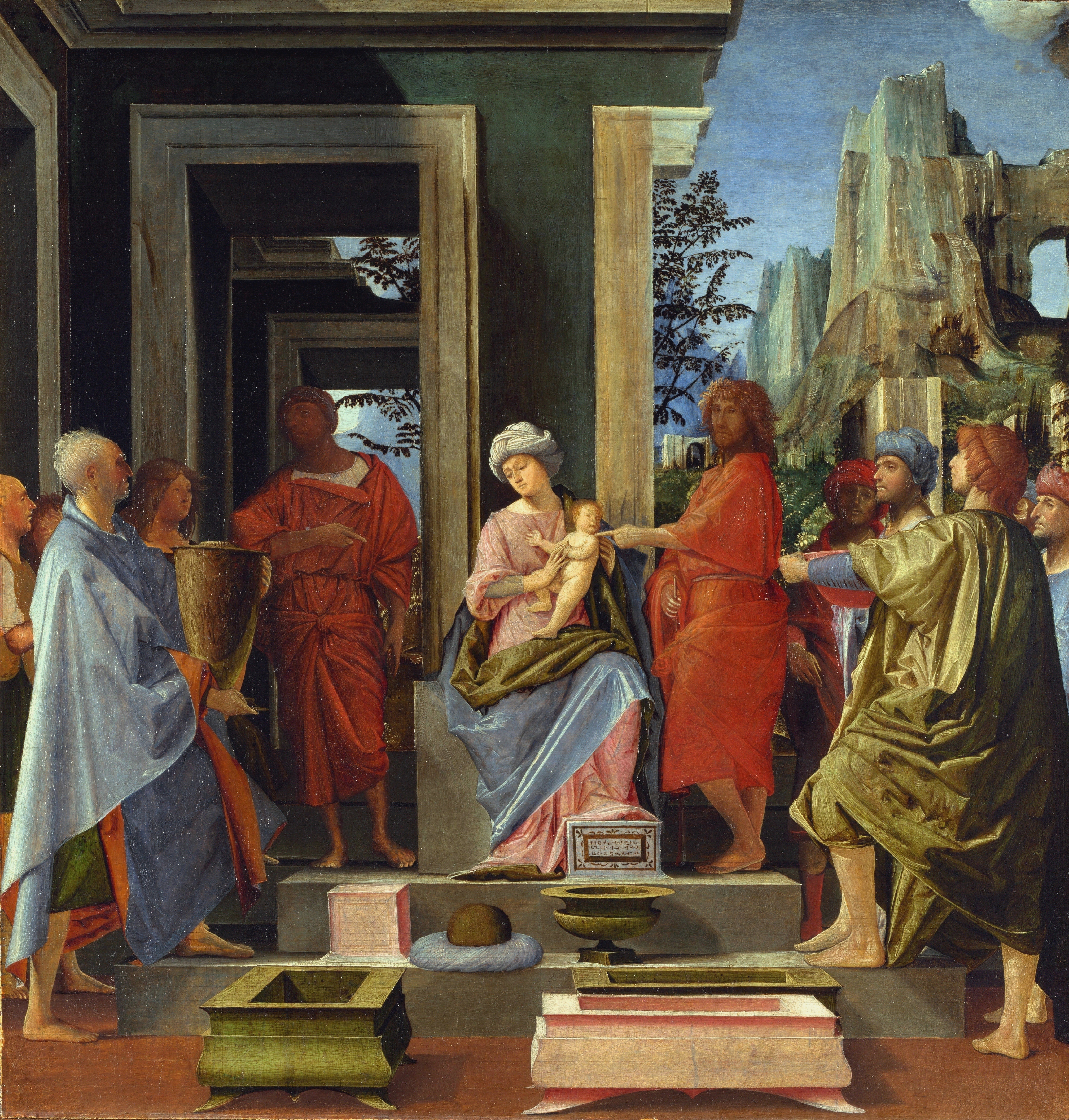
Hołd Trzech Króli, ok. 1490

Bramantino (właśc. Bartolomeo Suardi, ur. ok. 1465 w Mediolanie, zm. 1530 tamże) – włoski malarz i architekt, uczeń Leonarda da Vinci i Donata Bramantego.
Jego pierwsze prace pochodzą z ok. 1490 roku. Do pracowni Leonarda trafił najpóźniej w 1495 roku. W 1503 roku namalował kopię Ostatniej Wieczerzy. Obraz ten w następnych latach zaginął. Istnieją przypuszczenia, że Bramantino uczył malarstwa Francesca Melziego, zanim ten trafił do pracowni Leonarda.
Przyjaźnił się z poetą dworskim Gasparem Viscontim. W 1508 roku opuścił Mediolan. Prawdopodobnie na zaproszenie Bramantego zamieszkał w Rzymie. Później wrócił do Mediolanu. Po 1512 wzniósł Mauzoleum Giacoma Trivulzia w Mediolanie.
Tworzył wyraziste i surowe malowidła, czasem zdeformowane przez podporządkowanie zasadom architektury i perspektywy. Słynął z częstego stosowania perspektywy centralnej. Miał wpływ na twórczość Gaudenzia, z którym prawdopodobnie współpracował.
Wybrane dzieła:
- Hołd Trzech Króli (obraz, ok. 1490, National Gallery w Londynie)[2]
- Madonna wśród wież (obraz, lata 20. XVI wieku, Pinakoteka Brera w Mediolanie)[9]
- Miesiąc kwiecień (arras Trivulzia utkany ok. 1509 roku, Pinakoteka Castello Sforzesco w Mediolanie)[9]
- Narodziny Jezusa (obraz, lata 20. XVI wieku, Pinakoteka Brera w Mediolanie)[10]